# Nazionale femminile di hockey su prato della Repubblica Ceca
La nazionale di hockey su prato femminile della Repubblica Ceca è la squadra femminile di hockey su prato rappresentativa della Repubblica Ceca ed è posta sotto la giurisdizione della Czech Hockey Federation.

## Partecipazioni

### Mondiali
- 1994-2006 – non partecipa

### Olimpiadi
- 1996-2008 – non partecipa

### Champions Trophy
- 1993-2009 – non partecipa

### EuroHockey Nations Championship
- 1995 – 10º posto
- 1999 – 12º posto
- 2003-2009 – non partecipa